# Louis Smith
Louis Smith, född den 22 april 1989 i Peterborough, Storbritannien, är en brittisk gymnast.
Han tog OS-silver i herrarnas bygelhäst och OS-brons i lagmångkampen i samband med de olympiska gymnastiktävlingarna 2012 i London.
Han tog även OS-brons i herrarnas bygelhäst i samband med de olympiska gymnastiktävlingarna 2008 i Peking.
Vid olympiska sommarspelen 2016 i Rio de Janeiro tog Smith en silvermedalj i bygelhäst.